# Katedra Najświętszej Maryi Panny w Austin
Katedra Najświętszej Maryi Panny w Austin – rzymskokatolicka katedra diecezji Austin. 

## Historia
Budowę pierwszego kościoła rozpoczęto w 1852 roku. Początkowo świątynia miała mieć wezwanie św. Partyka. Był to niewielki, murowany obiekt przy skrzyżowaniu Brazos Street i 9th Street. W 1866 roku zmieniono wezwanie kościoła na Niepokalanego Poczęcia Najświętszej Maryi Panny. W tym samym roku parafia zdecydowała, że potrzebuje większego kościoła. W 1872 roku rozpoczęto budowę nowej świątyni przy 10th Street i Brazos Street wg projektu Nicholasa Claytona.
15 listopada 1947 roku kościół został podniesiony do rangi katedry nowo powstałej diecezji Austin, a 2 kwietnia 1973 budowlę wpisano do National Register of Historic Places.

## Galeria

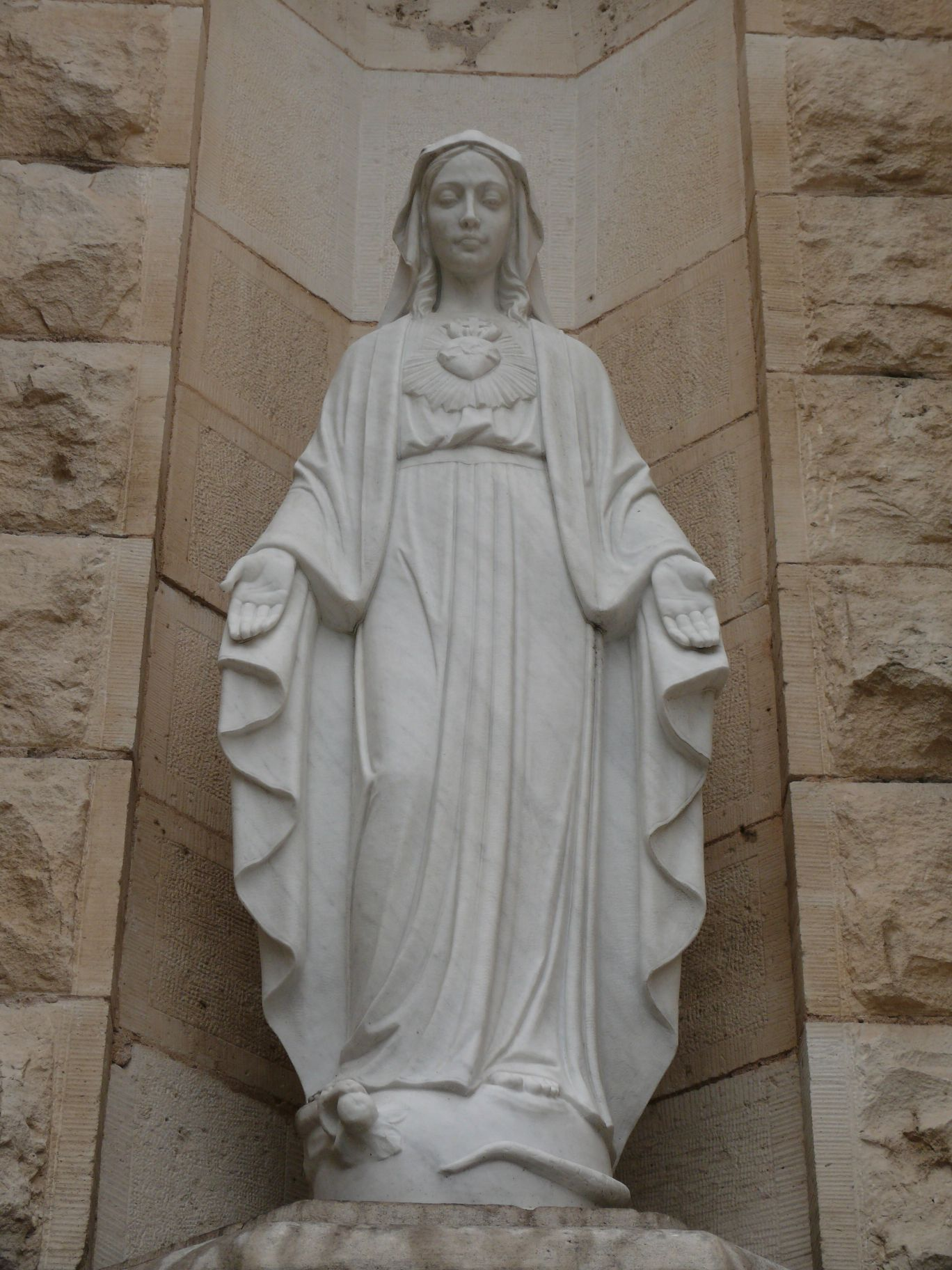
Figura Maryi Panny
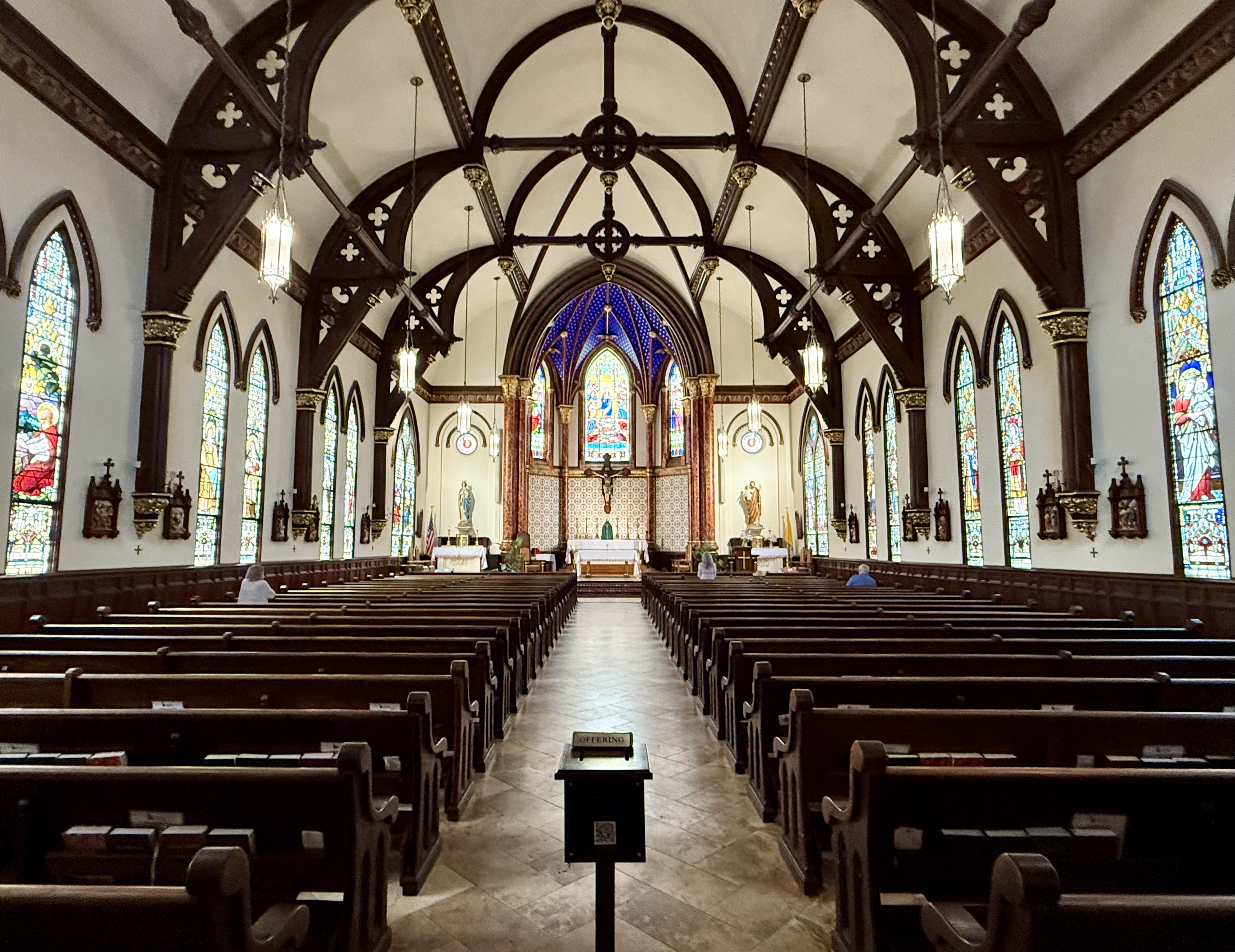
Nawa katedry
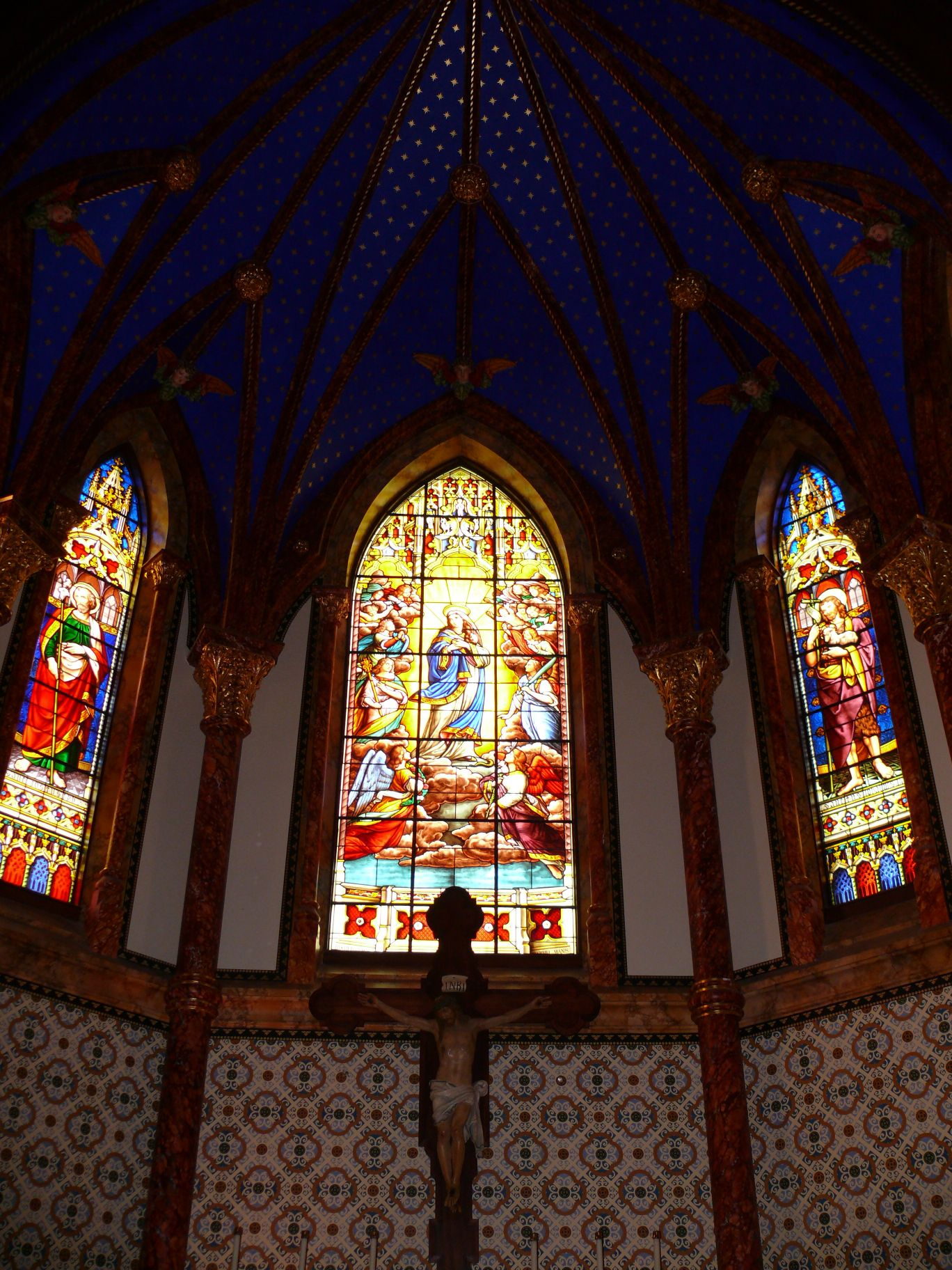
Sklepienie oraz witraże w prezbiterium